# Catharsius cassius
Catharsius cassius là một loài bọ cánh cứng trong họ Bọ hung (Scarabaeidae).